# Joaquim Gomis Serdañons
Joaquim Gomis Serdañons (Barcelona 1902 - 1991) fue un fotógrafo, coleccionista, empresario y promotor artístico español, cuya actividad se centró sobre todo en Cataluña.

## Biografía
Nació en Barcelona el 19 de septiembre de 1902 en el seno de una familia acomodada, su padre disponía de un negocio algodonero y su abuelo Cels Gomis (Reus, 1842 - Barcelona, 1915) era ingeniero de caminos con inquietudes intelectuales. Con doce años dispuso de su propia cámara, una Brownie con la que realizó sus primeras fotografías. En 1919 obtuvo el título de perito mercantil y a partir de 1921 estuvo residiendo en Inglaterra y Estados Unidos; la estancia en estos países le permitió realizar una serie de fotografías sobre su arquitectura y paisajes urbanos. En 1929 se casó con Odette Cherbonnier en París.
Estaba bien valorado en los ambientes artísticos y sorprendió cuando se dedicó a fotografiar la obra de Gaudí cuando se trataba de una arquitectura minusvalorada; en 1930 fue miembro fundador y primer presidente de la asociación Amics de l'art nou, y también fue miembro fundador del Club 49 en 1949. Durante la guerra civil española estuvo residiendo en París y viajando por Europa, al finalizar la guerra en 1939 regresó a Barcelona.
En 1940 edita los fotoscops en colaboración con Joan Prats, que es una serie de libros de imágenes con un orden secuencial. Aunque su primera serie fue sobre un eucalipto, entre los temas que trató se encuentran: la Sagrada Familia, la catedral de Tarragona, la obra de Joan Miró y la ciudad de Barcelona en 1900.
Su producción fotográfica se puede enmarcar en la Nueva visión, considerándose una de las excepciones existentes en un panorama dominado por tendencias pictorialistas. En 1952 fue nombrado presidente de Amics de Gaudí y entre 1972 y 1975 presidió la Fundación Joan Miró.
Entre las exposiciones que se han realizado sobre su obra se puede señalar la realizada en 1997 en el IVAM que ofrecía imágenes inéditas de su estancia en Estados Unidos entre 1922 y 1923.
Algunas de sus obras se encuentran en el Museo Nacional de Arte de Cataluña.